# Paraplatoides christopheri
Paraplatoides christopheri är en spindelart som beskrevs av Zabka 1992. Paraplatoides christopheri ingår i släktet Paraplatoides och familjen hoppspindlar. Inga underarter finns listade i Catalogue of Life.